# Shake Me
Shake Me è un singolo del gruppo musicale statunitense Cinderella, il primo estratto dal loro album di debutto Night Songs nel 1986.
La canzone ha fallito l'accesso in classifica negli Stati Uniti, ma ha tuttavia ricevuto un massiccio airplay che ha permesso alla band di farsi conoscere al pubblico.
Dopo il successo ottenuto da Nobody's Fool, il singolo è riuscito a entrare in classifica nel Regno Unito nel marzo del 1987, alla posizione numero 98.

## Video musicale
Il videoclip della canzone introduce la storia di una moderna Cenerentola, costretta a rimanere a casa mentre le sue due sorelle cattive stanno per andare ad un concerto dei Cinderella. Improvvisamente però, da un poster appeso in camera della ragazza, il gruppo prende vita e la stessa si ritrova catapultata in prima fila al loro concerto, a dispetto delle sorelle rimaste in coda ai cancelli per via dei biglietti andati esauriti.

## Tracce
7" Single A|B Vertigo VER 29
1. Shake Me – 3:44
2. Night Songs – 4:03